# گلوتامین
گلوتامین یکی از اسیدهای آمینه موجود در بدن انسان است. گلوتامین جزو اسیدهای آمینه ضروری نیست با این حال در برخی موارد به مانند بعضی از بیماری‌های گوارشی یا برای ورزشکاران می‌تواند ضروری باشد. اسید آمینه گلوتامین از ترکیب گلوتامات و آمونیاک با مصرف آدنوزین تری‌فسفات تشکیل می‌شود. این ماده در خون انسان، یکی از فراوان‌ترین اسید آمینه آزاد است.

## تولید
گلوتامین توسط آنزیم سازنده گلوتامین از گلوتامات و آمونیاک ساخته می‌شود. بیش‌ترین درصد ساخت گلوتامین در عضلات صورت می‌گیرد اما به صورت جزئی از مغز و شش‌ها نیز آزاد می‌گردد.

## وظایف
- ساخت پروتیین
- تنظیم تعادل اسید و باز در کلیه به وسیله ساخت آمونیوم
- منبع انرژی برای یاخته‌ها
- در فراگشت به عنوان دهنده نیتروژن در چرخه کربس به عنوان دهنده کربن
- منتقل‌کننده غیرسمی آمونیاک در گردش خون

## ویژگی‌ها
گلوتامین فراوان‌ترین اسید آمینه آزادی است که در ماهیچه‌های بدن یافت می‌شود. چون این اسید آمینه به راحتی از سد مغزی- خونی عبور کند، به همین دلیل به سوخت مغز معروف شده‌است. گلوتامین، در مغز به اسید گلوتامیک- که برای فعالیت مغز ضروری است- تبدیل می‌شود، و بر عکس. این اسید همچنین مقدار اسید گاما- آمینو بوتیریک را که برای ادامه عملکرد مناسب مغز و فعالیت ذهنی لازم است، افزایش می‌دهد. گلوتامین به حفظ تعادل صحیح اسیدی- قلیایی بدن کمک می‌کند، و جزء اصلی عناصر سازنده‌ای است که برای ساختن مولکول‌های RNA و DNA به کار می‌رود. این اسید برای افزایش توانایی ذهنی و حفظ سلامت دستگاه گوارش مفید است.
هنگامی که اسید آمینه ای تجزیه می‌شود، نیتروژن آزاد می‌گردد. بدن انسان به نیتروژن نیاز دارد، اما نیتروژن آزاد می‌تواند آمونیاک را که برای بافت‌های مغز فوق‌العاده سمی است، به وجود آورد. کبد می‌تواند نیتروژن را به اوره، که به وسیله ادرار دفع می‌گردد، تبدیل نماید؛ یا ممکن است نیتروژن خود به اسید گلوتامیک متصل شود. در اثر این فرایند، گلوتامین به وجود می‌آید. گلوتامین در میان اسیدهای آمینه، خاص و استثناست، زیرا در هر مولکول آن به جای یک اتم نیتروژن، دو اتم وجود دارد. این خاصیت گلوتامین برای پاک کردن آمونیاک از بافتها، به خصوص بافت مغزی، مفید است. به علاوه، این اسید آمینه می‌تواند نیتروژن را از یک نقطه به نقطه دیگر منتقل کند.

## مصرف
بیش‌ترین مصرف گلوتامین توسط یاخته‌های روده صورت می‌گیرد. گلوتامین توسط سلول‌های ایمنی نیز مصرف می‌شود. گلوتامین نقش مهمی در کاهش زمان ترمیم زخم دارد. همچنین با مصرف گلوتامین زمان بستری شدن بیمار بعد از عمل جراحی در بیمارستان کاهش می‌یابد.

## تأثیر گلوتامین بر ورزشکاران

ساختار ال-گلوتامین، چپ و دی-گلوتامین، راست

بسته‌بندی گلوتامین برای مصارف ورزشی